# Beach Advisory and Closing On-line Notification
La Beach Advisory and Closing On-line Notification – ou BEACON – est une base de données américaine maintenue par l'Environmental Protection Agency, une agence indépendante du gouvernement des États-Unis. Elle permet de consulter en ligne le statut des plages du pays, à chacune desquelles est attribué un identifiant alphénumérique à huit caractères, par exemple WA790537 pour Ruby Beach, dans l'État de Washington. Les éventuelles fermetures et autres dangers liés à la baignade sont reportés dans la base.